# Argenti (cognome)
Argenti è un cognome di lingua italiana.

## Varianti
Argenta, Argentero, Argentieri, Argentin, Argentina, Argentini, Argentino, Argento, Argentoni, Arzenti, Arzenton.

## Origine e diffusione
Cognome tipicamente panitaliano, è presente prevalentemente in Italia centro-settentrionale.
Potrebbe derivare dal termine "argento" o dal toponimo Argenta, dal latino argentum, "lucente".
Le varianti Argento e Argentieri sono centro-meridionali; Argentin e Arzenton sono del Triveneto; Arzenti è emiliano e romagnolo.

## Persone
- Felice Argenti – patriota italiano
- Filippo Argenti – membro della famiglia fiorentina degli Adimari ai tempi di Dante Alighieri: viene citato da quest'ultimo nell'VIII Canto dell'Inferno nella Divina Commedia
- Francesco Maria Argenti – architetto italiano